# Stenocercus trachycephalus
Stenocercus trachycephalus är en ödleart som beskrevs av  Duméril 1851. Stenocercus trachycephalus ingår i släktet Stenocercus och familjen Tropiduridae.
Artens utbredningsområde är Colombia. Inga underarter finns listade i Catalogue of Life.